# Jean Quinault
Pour les articles homonymes, voir Quinault.
Jean Quinault est un acteur français né à Bourges vers 1656 et mort avant juin 1728. Il ne semble pas avoir de lien de parenté avec le dramaturge Philippe Quinault.
Fils d'un médecin d'Issoudun, il entre dans la troupe du Dauphin en 1679. À Amiens en 1686, il épouse Marie Saintelette, fille d'un boulanger de Verdun, avec laquelle il aura plusieurs enfants, dont quatre seront comédiens :
- Jean-Baptiste-Maurice (1687-1745)
- Abraham-Alexis (1693-1767), dit Quinault-Dufresne
- Marie-Anne-Christine (1695-1791), dite Mlle Quinault l'aînée
- Jeanne-Françoise (1699-1783), dite Mlle Quinault cadette.

Le 6 mars 1694, il débute à la Comédie-Française dans le rôle d'Harpagon et y est reçu l'année suivante. Il quitte cependant la Comédie-Française pour entrer dans la troupe du duc de Lorraine, avec laquelle il joue à Strasbourg et à Metz, puis dans les cours d'Allemagne. Il joue encore à Nancy (1699), Aix-en-Provence et Marseille (1705), Nantes (1718).